# Haugesund
Haugesund  est une commune et une ville portuaire située sur la côte ouest de la Norvège entre Stavanger et Bergen. Son territoire communal est délimité au nord par celle de Sveio, à l'ouest par Bømlo, à l'est par Tysvær et au sud par Karmøy. Le point culminant de la commune est la montagne Klauv située à 246 m d'altitude.

## La ville
Haugesund est une petite commune de 72 km2. La ville en elle-même se trouve sur la partie continentale du détroit de Smedasundet. Certaines parties de la localité de Norheim appartiennent à la couronne péri-urbaine d'Haugesund bien que se situant sur l'île de Karmøy.

### Population
La commune compte 35 753 habitants au 1er janvier 2013.

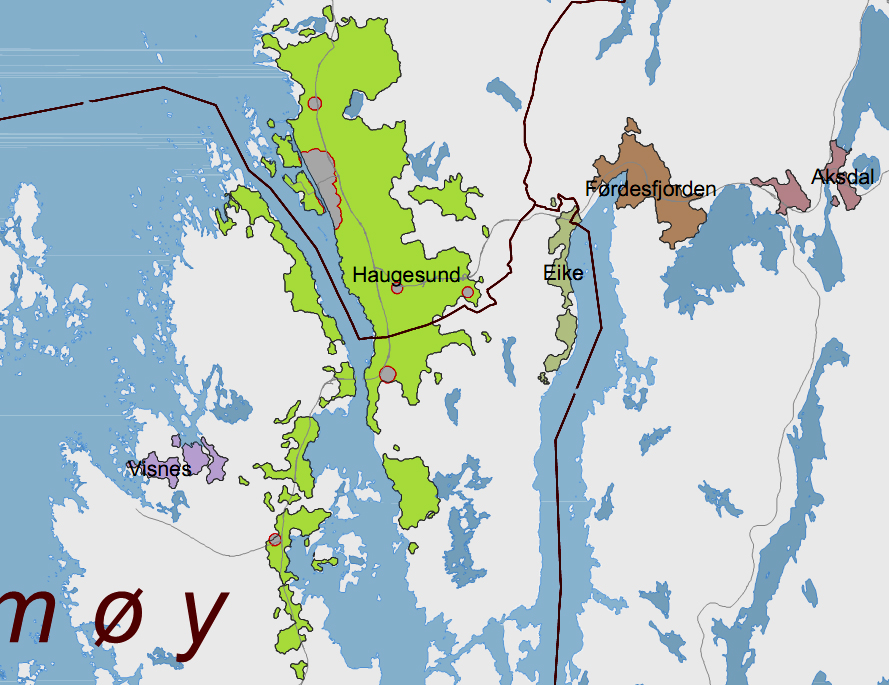
Unité urbaine d'Haugesund (en vert), définition du.

La ville et les habitations se trouvant sur l'île de Karmøy (en face du Smedasundet) forment, pour le bureau central des statistiques, l'unité urbaine d'Haugesund qui compte 44 524 habitants au 1er janvier 2012 et se situe à la 12e place au classement des plus grandes unités urbaines de Norvège.
Enfin, Haugesund est le centre du district du Haugaland qui compte 110 000 habitants.
Haugesund donne sur la mer du Nord dont elle est abritée par l'île de Karmøy et le petit archipel de Røvær. Elle est séparée de Karmøy par un bras de mer, le Karmsund.
La structure de la ville se caractérise par un tracé des rues en forme de grille, basé sur les plans de 1854 lorsque Haugesund ne comptait encore que 900 habitants.

## Histoire

### Période viking
Le roi Harald Hårfagre, le roi de l'unification de la Norvège en 872 à la bataille de Hafrsfjord, a vécu ses dernières années et a été enterré d'après Snorri Sturluson dans la Saga des rois de Norvège « à Haugar  à proximité de Karmsund. » (chapitre 43).

### Création de la commune
Haugesund est une ville récente. En 1839, une douzaine de familles vivaient sur la côte. Les pêcheurs de hareng qui s'étaient enrichis voulurent construire sur la côte un lieu de vie plus grand. La commune de Haugesund fut créée le 26 août 1854 par le roi Oscar Ier, elle ne comptait alors que 900 habitants. Le territoire de la commune faisait alors partie de l'ancienne commune de Torvastad.

### Développement
En raison de sa situation géographique et de son port protégé, la ville s'est rapidement développée grâce à la pêche au hareng et, dans une moindre mesure, à la chasse à la baleine. La ville comptait 238 bateaux de pêche en 1890.
La forte activité de pêche a emmené la création de chantiers navals (Haugesund Mekaniske Verksted, AS Haugesund Skip) et de compagnies maritimes (Knut Knutsen O.A.S., H.M. Wrangell, Chr. Haaland)
La croissance de la ville est telle qu'il faut l'agrandir à plusieurs reprises :
- le 1er janvier 1911, la ville est agrandie en prenant des espaces de l'ancienne commune de Skåre.
- le 1er janvier 1958, Skåre devient une localité de la commune de Haugesund.

### Seconde guerre mondiale
La Seconde Guerre mondiale n'a eu que très peu d'impact sur la ville. En effet, Haugesund n'avait pas d'importance stratégique car les bunkers allemands étaient situés tout au long de la côte. Il y eut donc très peu de bombardements alliés sur la ville, ce qui a permis la préservation d'anciens bâtiments en bois. Après la guerre, la ville n'a pas eu plus d'importance stratégique et n'a donc qu'une présence militaire très réduite.

### Depuis 1945
La ville a continué son développement jusqu'à aujourd'hui. Des années 1970 à 1990, la ville s'est développée au nord (quartier de Bleikemyr) et au sud en empiétant sur la partie continentale de la commune de Karmøy. D'ailleurs, plusieurs tentatives d'élargissement de la commune ont eu lieu ces dernières décennies sans succès.
La ville se développe encore aujourd'hui bien que la population augmente moins vite. De nouvelles zones résidentielles se construisent à l'est dans la vallée de Skåredalen.

## Politique

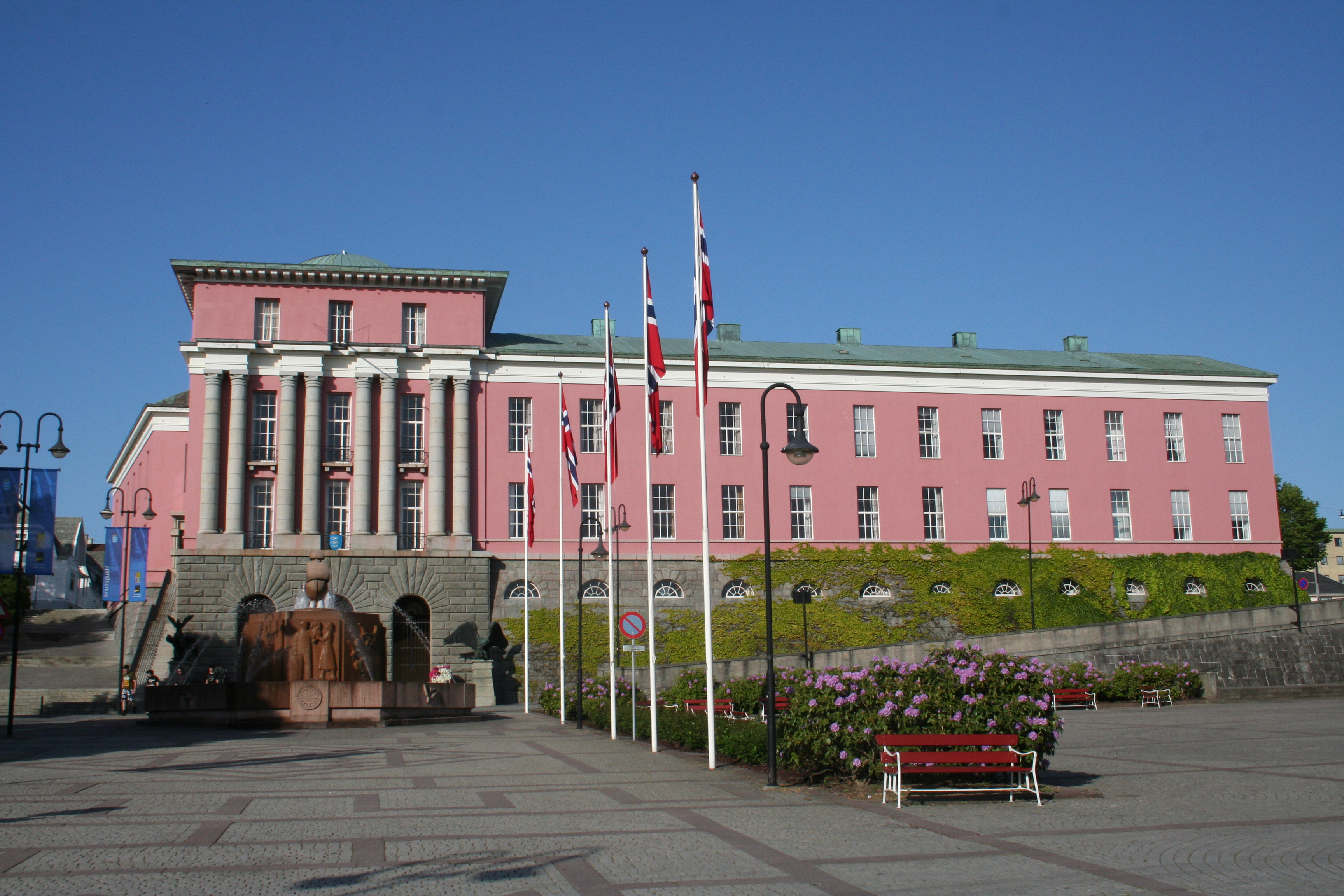
L'hôtel de ville de Haugesund.

Le maire de Haugesund est Petter Steen jr. (Høyre). La droite obtient 30 % des voix en 2003 et forme une coalition avec le FrP (25 %). La droite (Høyre) s'adjuge le poste de maire tandis que le Parti du Progrès obtient le poste de premier adjoint (Jostein Havnerås) qui devient le premier représentant du FrP à obtenir un poste à responsabilité dans la commune. En 2006, le Parti populaire chrétien (KrF) obtient le poste d'adjoint au maire chargé du budget.
Les élections de 2007 donnent 39,9 % à la droite, 13,8 % au Parti du Progrès et 5,7 % au Parti populaire chrétien. Les trois partis forment alors une coalition.
La commune fut impliquée dans le scandale financier appelé Terra skandalen.
Résultats des élections communales de 2011 :
| Partis              | Pourcentage (%) | Pourcentage (±) | Voix (%) | Voix (±) | Sièges au conseil communal | Sièges au conseil communal (±) | Adjoints |
| ------------------- | --------------- | --------------- | -------- | -------- | -------------------------- | ------------------------------ | -------- |
| Høyre               | 38.7            | -1.7            | 5933     | 284      | 19                         | -1                             | 4        |
| Parti travailliste  | 28.7            | +8.1            | 4450     | 1540     | 14                         | 4                              | 3        |
| FrP                 | 12.2            | -1.6            | 1891     | -59      | 6                          | -1                             | 1        |
| KrF                 | 5.6             | -0.1            | 868      | 61       | 3                          | -                              | 1        |
| Venstre             | 5.4             | -3.7            | 843      | -450     | 3                          | -2                             | 1        |
| Parti des retraités | 5.1             | 0.5             | 794      | 138      | 3                          | 1                              | 1        |
| SV                  | 2.5             | -1.8            | 390      | -223     | 1                          | -1                             | -        |
| SP                  | 1.1             | -0.2            | 175      | -14      | -                          | -                              | -        |
| De Grønne           | 0.6             | 0.6             | 96       | 96       | -                          | -                              | -        |
| Rødt                | 0.5             | -0.2            | 84       | -18      | -                          | -                              | -        |

## Économie

### Industrie maritime

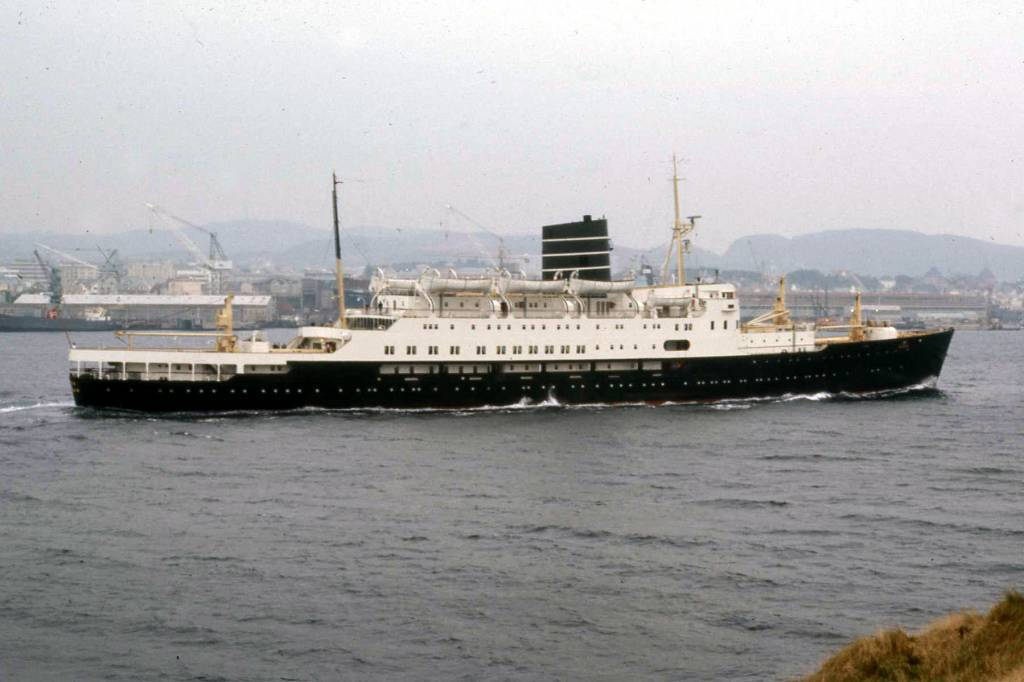
Le Leda à Haugesund en octobre 1973.

Beaucoup d'emplois sont associés au secteur maritime (construction navale, maintenance, transport, formation). Parmi les entreprises les plus importantes on compte Aibel, Sjøfarstsdirektoratet et Kystverket.
Kystverket Haugesund accueille l'un des cinq centres de formation d'Europe de gestion du trafic maritime en Atlantique Nord. Le centre coordonne l'ensemble du trafic maritime en Norvège, Islande, Danemark, Groenland, Îles Féroé et Royaume-Uni.
En 2011, la conférence de Haugesund — considérée comme une des plus importantes de Norvège — s'est tenue pour la 18e fois. Il s'agit d'une semaine de conférences et de débats autour du milieu maritime norvégien.

### Commerce de détail

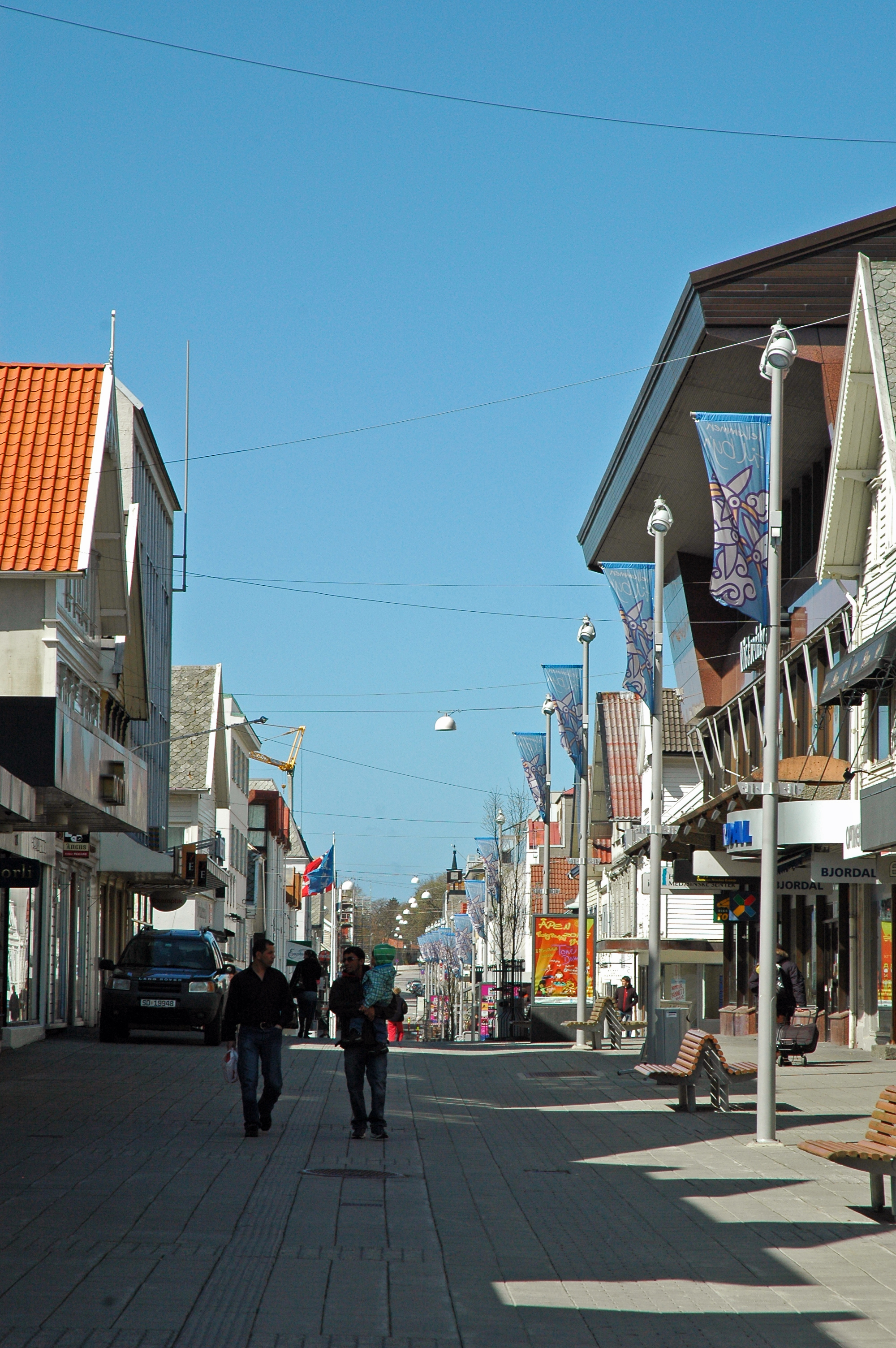
Haraldsgata, rue commerçante d'Haugesund.

Le commerce de détail est également important à Haugesund. En effet, la richesse et la variété des boutiques et grands magasins attirent des clients de toute la région.

## Communications

### Aéroport
L'aéroport de Haugesund se situe sur l'île de Karmøy. Il permet de se rendre à Oslo, Bergen, Kristiansund mais il possède également des liaisons pour Londres, Brême, Alicante ou encore Malaga et Zadar.

### Bateau
Il existe une liaison par bateau rapide entre Stavanger et Bergen faisant halte à Haugesund (plusieurs aller-retour par jour).
À partir de Haugesund, il est possible de rejoindre l'île (et commune) de Utsira mais aussi sur les îles de Røvær et Feøy.

### Bus
La gare routière de Haugesund, Flotmyr, est desservie par plusieurs lignes de bus :
- des bus locaux ;
- une ligne, Flybuss, reliant le centre-ville à l'aéroport[10] ;
- Haukeliekspressen, ligne de la compagnie NOR-WAY Bussekspress reliant Oslo à Bergen et passant par Haugesund[11] ;
- Kystbussen, ligne de la compagnie NOR-WAY Bussekspress reliant Stavanger à Bergen et passant par Haugesund[12].

### Chemin de fer
Il n'y a aucune ligne de chemin de fer à Haugesund, les gares les plus proches étant celles de Stavanger et de Bergen.

### Distances
Distances en voiture de Haugesund à :
- Stavanger : 80 km ;
- Sauda : 113 km ;
- Bergen : 115 km ;
- Kristiansand : 312 km ;
- Oslo : 458 km.

## Culture

### Tusenårssted
Le site choisi par la commune en 2005 est le Haraldshaugen.

### Théâtre
La commune possède son théâtre, Haugesund Teater, qui est le principal théâtre du Nord-Rogaland, le plus important du comté étant celui de Stavanger, le Rogaland Teater.

### Festivals
- Chaque année, au mois d'août, a lieu le Festival international du film norvégien.
- Chaque année, au début du mois d'août a lieu le Festival international de jazz d'Haugesund appelé Sildajazz ; Sild voulant dire hareng en norvégien, c'est une référence à ce qu'était la principale activité économique de la ville avant l'exploitation pétrolière.
- Depuis 2009, le Festival de poésie et chanson de Haugesund a repris après plus de 35 ans d'absence et a désormais lieu chaque année au mois de juin.
- À l'été 2004 le festival annuel de rock Rock Fest débute à l'occasion de la célébration des 150 ans de la ville. Il attire des groupes de pop et de rock locaux, nationaux et internationaux (Elton John, DumDum Boys, Kaizers Orchestra). En 2009, le festival connait sa dernière édition avant d'être remplacé par un nouveau festival en 2010 : Haugesund Live qui a reçu entre autres The Baseballs, Kim Larsen et Mötley Crüe.
- Le festival de métal Karmøygeddon a lieu de fin avril à début mai.
- Fartein Valer Festivalen est un festival de musique classique ayant lieu à la fin du mois d'août[13].

### Journal
Haugesund possède son propre journal : Haugesund Avis. Fondé en 1895, il est détenu aujourd'hui par le groupe d'investissement Mecom group et fait donc partie du groupe Edda media. En 2012, les ventes de la version papier a encore décliné tandis que la version mobile est lue par 14 700 personnes par jour et la version internet est consultée par 48 000 personnes par jour.

## Dialecte
Traditionnellement, il y a deux langues à Haugesund. Pent haugesundsk et haugesundsk. (pent signifie jolie)
Ce qu'on appelle Pent haugesundsk n'est rien d'autre que la norme parlée issue du danois et bokmål. Ce sociolecte est parlé dans le centre-ville par la bourgeoisie locale et les commerçants. Cependant ces frontières tendent à s'estomper.
|                                         | Français | Pent haugesundsk | Haugesundsk |
| --------------------------------------- | -------- | ---------------- | ----------- |
| Négation                                | ne…pas   | ikke             | ikkje       |
| Pronom personnel 1re personne singulier | je       | jeg              | eg          |
| Genre féminin                           |          | rare             | normal      |

Remarques :
- le féminin n'existant pas en danois, il est donc réduit en pent haugesundsk à sa portion la plus congrue ne s'appliquant qu'à quelques mots (ky, hytte…). Les noms qui sont du genre masculin/féminin - c'est-à-dire au choix du locuteur - sont toujours au masculin.
- de fait, on retrouve concrètement l'opposition entre bokmål et nynorsk : le haugesundsk reprenant les marqueurs du nynorsk.

## Sport
Haugesund a de nombreux clubs de sport, parmi les plus célèbres on compte :
- FK Haugesund (football) ;
- Haugesund Turnforening (gymnastique) ;
- Haugesund Seagulls (hockey sur glace) ;
- SK Vard Haugesund (football) ;
- Haugaland håndballklubb (handball) ;
- Djerv 1919 (football) ;
- IL Rival (handball) ;
- Sportsklubben Haugar (football) ;
- Haugesund Idrettslag (athlétisme).

## Jumelages
Haugesund est jumelée avec les communes suivantes :
- Søllerød (Danemark)
- Raseborg  (Finlande)
- Ekenäs (Finlande)
- Ystad (Suède)

## Personnalités liées à la commune
- Jon Fosse, écrivain, prix Nobel de littérature 2023 ;
- Enslaved, groupe fondateur de la mouvance black/viking metal Norvégien.
- Bjørn Sverre Birkeland, musicien, compositeur et écrivain ;
- Egil Eide, acteur de théâtre ;
- Kolbein Falkeid, lyriker ;
- Ole Frøvig, peintre ;
- Christian Grindheim, footballeur ;
- Paul Hansen, artiste ;
- Hanne Haugland, athlète ;
- Anne Margrethe Hausken, championne du monde 2008 de course d'orientation ;
- Fredrik Kolstø, peintre ;
- Knut Knutsen O.A.S., armateur, investisseur et mécène ;
- Hanne Krogh, artiste ;
- Steffen Kverneland, dessinateur ;
- Eivind Nielsen, peintre et dessinateur ;
- Reinert Olsen, régisseur et photographe à Hollywood ;
- Solveig Horne, femme politique ;
- Anne Grete Preus (1957-2019), artiste ;
- Moriz Rabinowiz, fondateur de la première usine de vêtement de Haugesund ;
- David Sandved, architecte ;
- Einar Steensnæs, ancien maire, député et ministre (KrF) ;
- Finn Martin Vallersnes, ancien maire et député (H) ;
- Unn Søiland Dale, designeuse et entrepreneuse ;
- Susanne Wigene, athlète ;
- Susanne Sundfør, artiste ;
- Trygve Nygaard, footballeur ;
- Svein Oddvar Moen, arbitre de la FIFA ;
- Alexander Søderlund, footballeur.

## Galerie

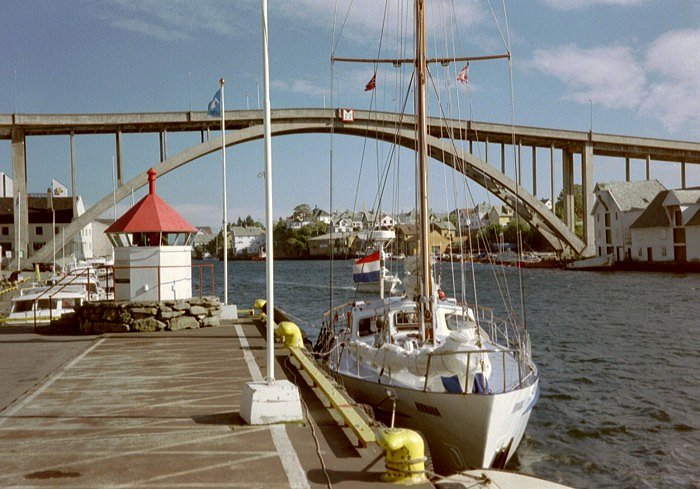
Pont reliant le centre ville à l'île de Risøy.
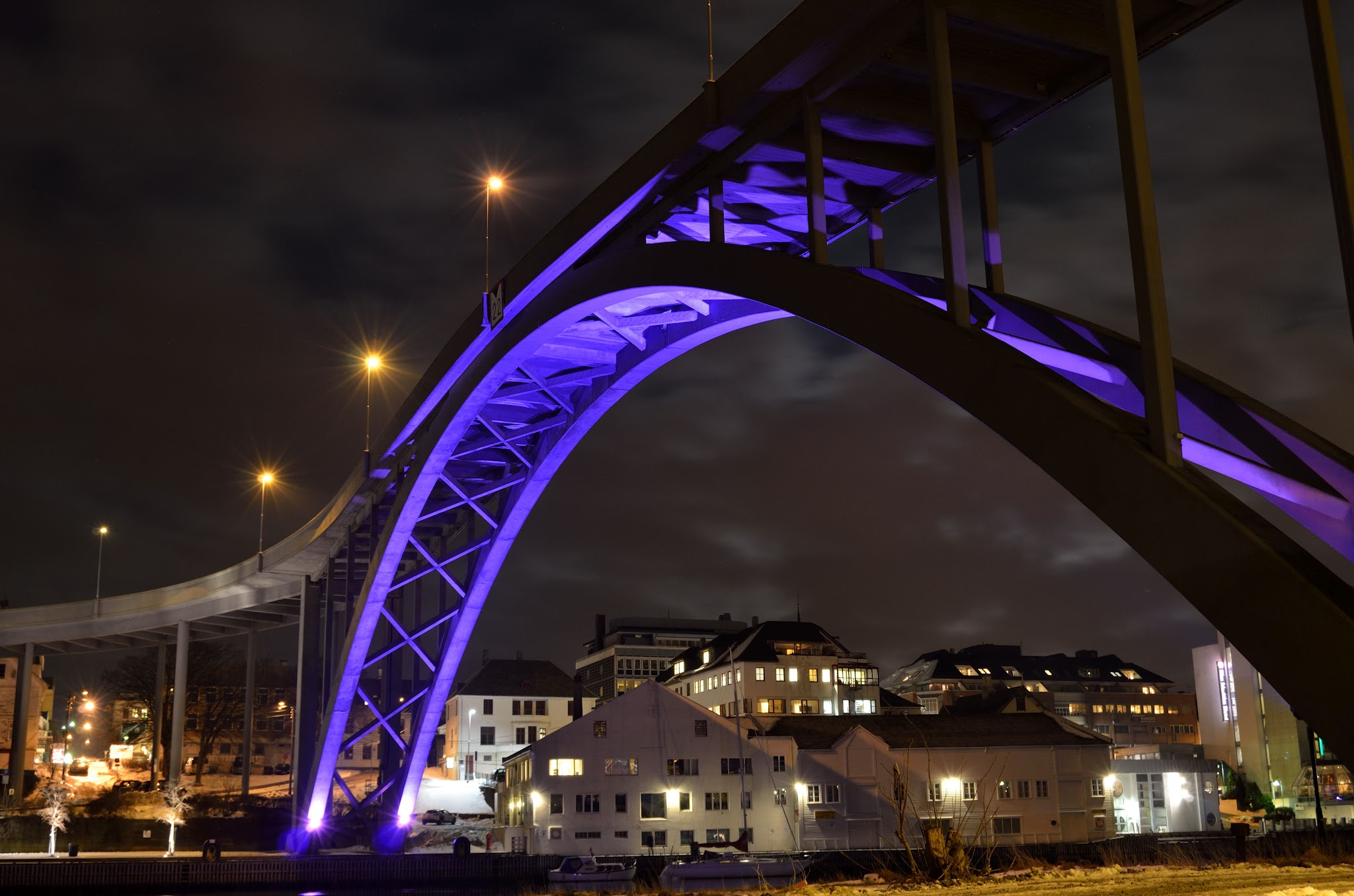
Risøybrua vu de Risøy. Photo : Knut Arne Gjertsen.
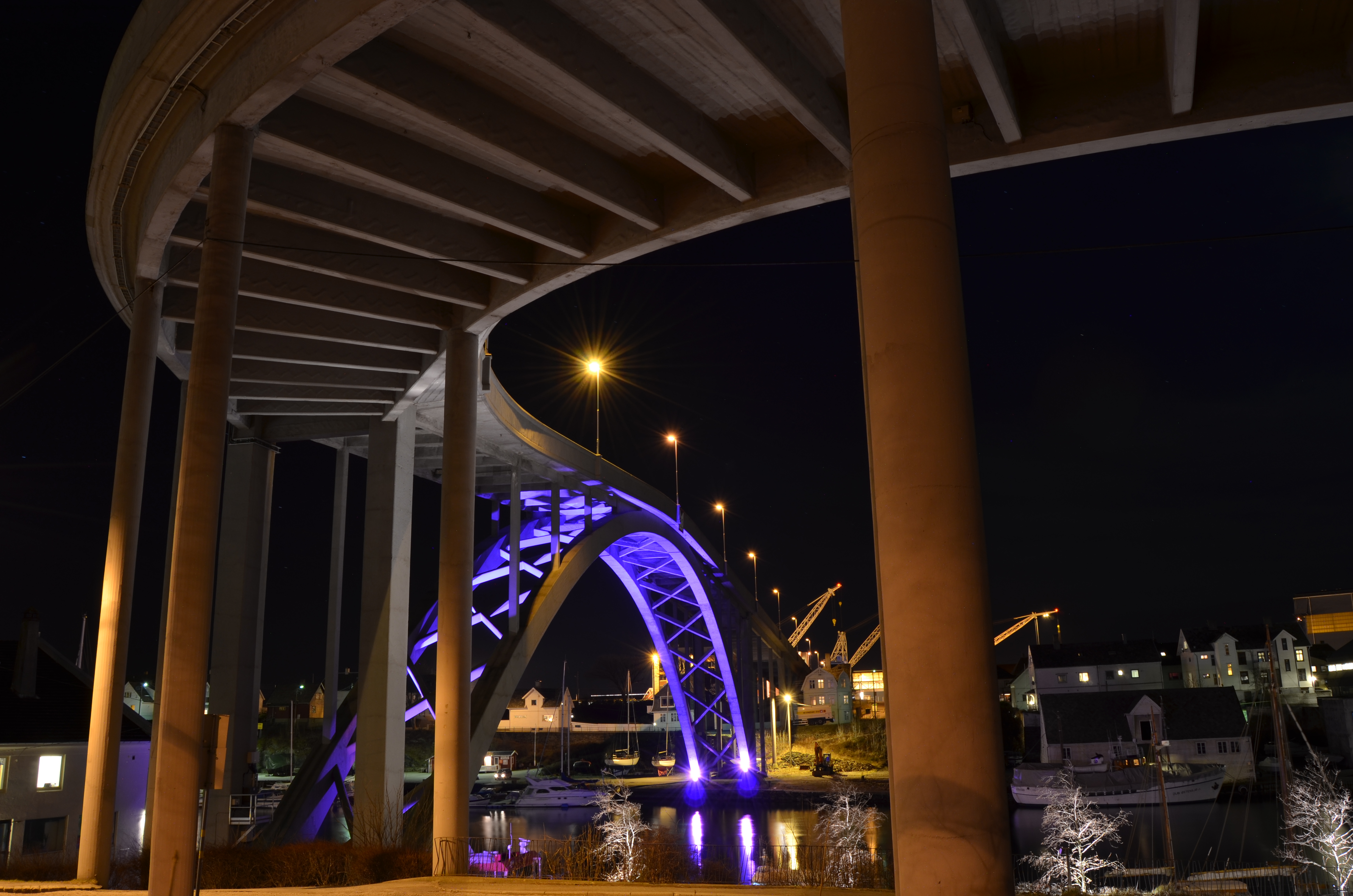
Risøybrua vu d'Haugesund. Photo : Knut Arne Gjertsen.
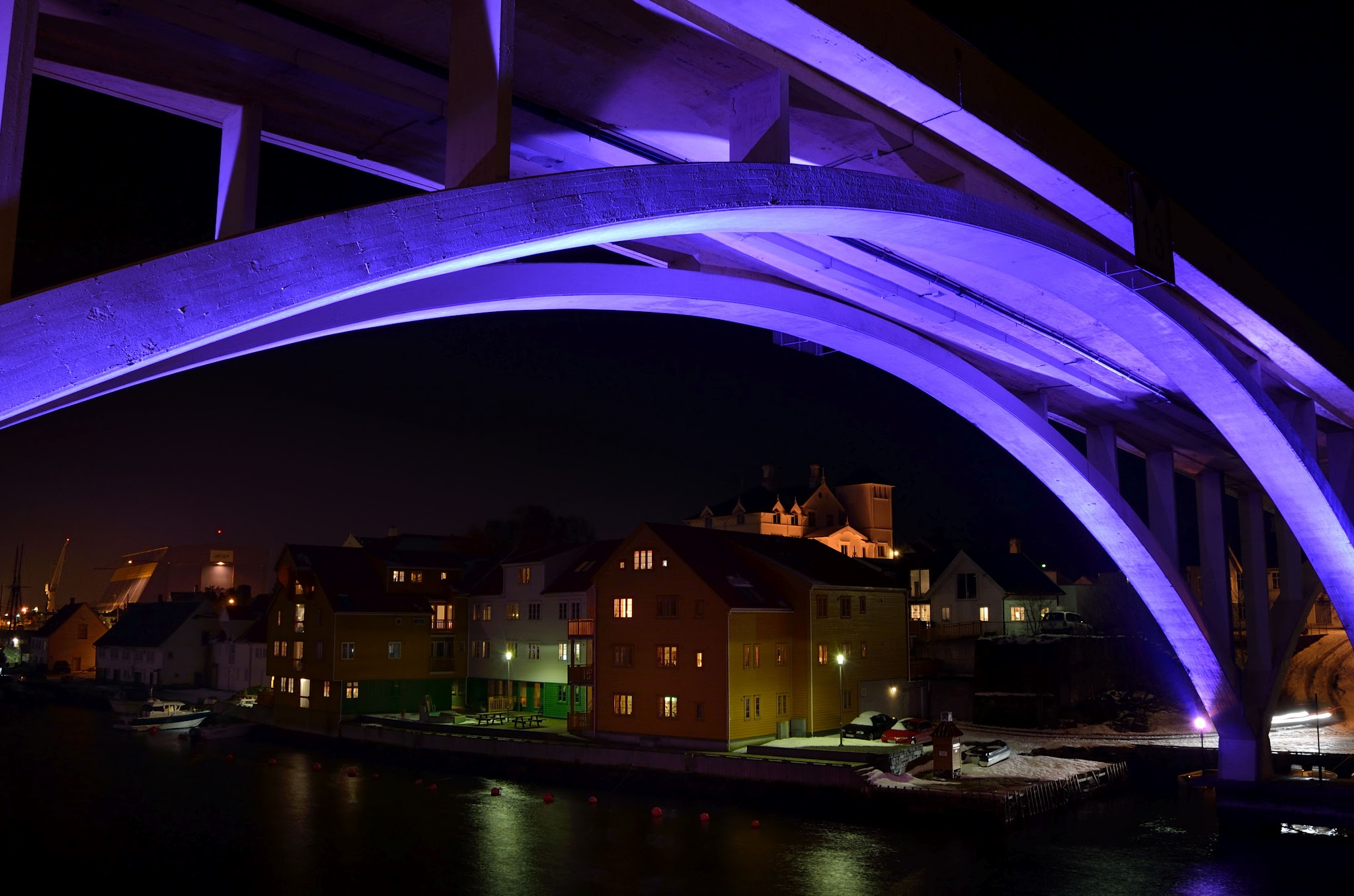
Hasseløy bru. Photo : Knut Arne Gjertsen.
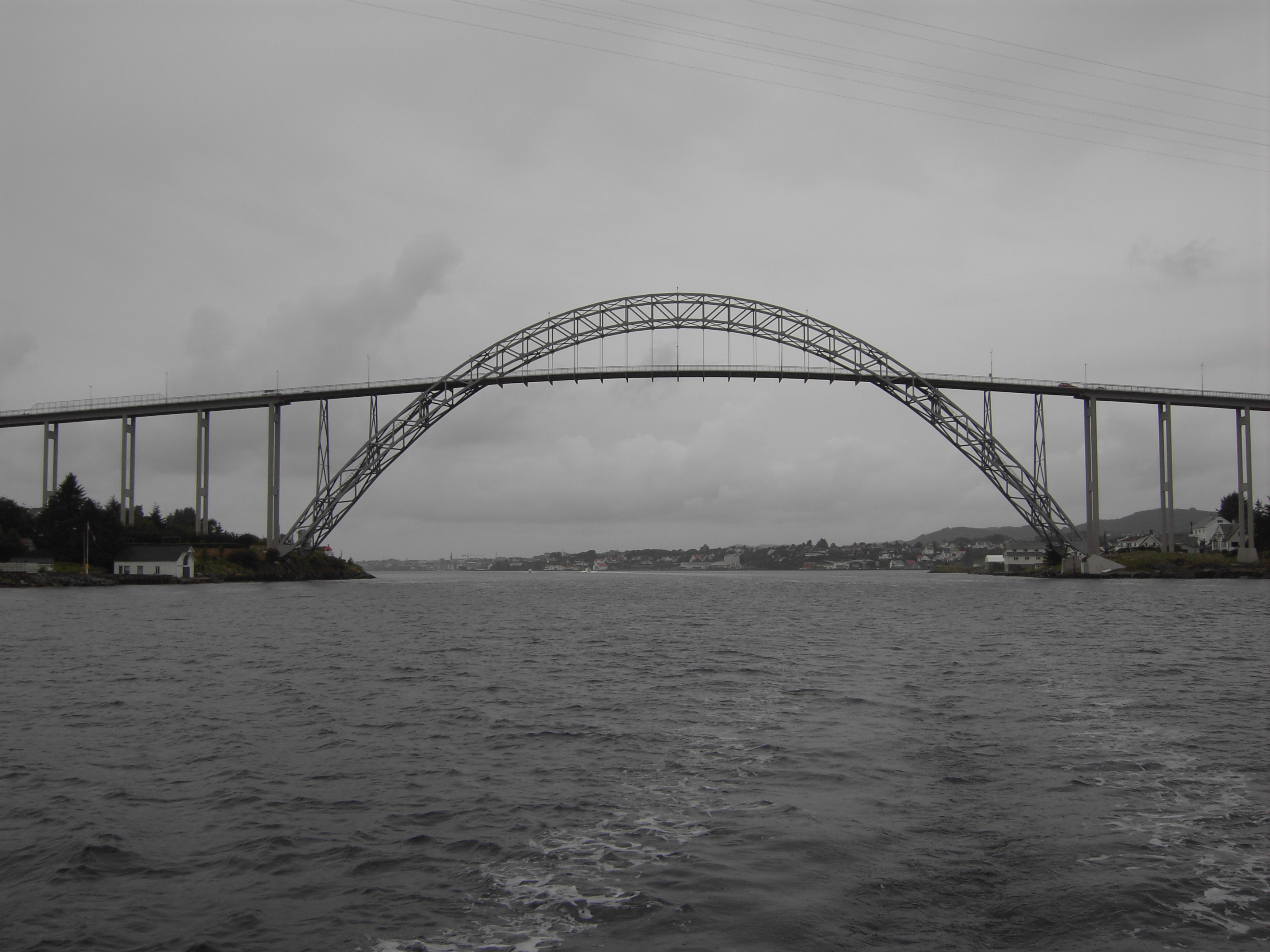
Pont menant à l'île de Karmøy.
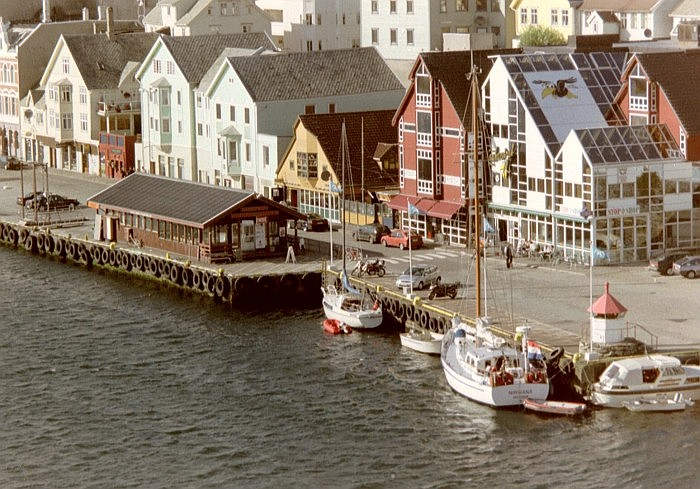
Vue du port.